# Elena Kaliská
Elena Kaliská, född den 19 januari 1972 i Zvolen, Slovakien, är en slovakisk kanotist.
Hon tog OS-guld i K-1 i slalom i samband med de olympiska kanottävlingarna 2004 i Aten.
Hon tog OS-guld igen i samma gren i samband med de olympiska kanottävlingarna 2008 i Peking.